# متلازمة سنجد سقطي
متلازمة سنجد سقطي هي حالة نادرة وراثية متنحية ذات أصل شرق أوسطي.
وصفت هذه المتلازمة أول مرة في السعودية عام 1988، وهي تحمل اسم مكتشفيها الدكتور سامي سنجد والدكتورة نادية عوني سقطي. وقد وجدت في أطفال قطريين وكويتيين وعمانيين وأماكن أخرى في الشرق الأوسط ومناطق أخرى. يعود سبب المتلازمة إلى طفرة في المورثة TBCE في الكروموسوم 1. كما توجد حالات نادرة ليس السبب فيها خلل في هذه المورثة.
كما وجدت 6 حالات للإصابة بهذه المتلازمة وتعاني من انخفاض في مستوى عامل النمو شبيه الانسولين-1 وتخلف في عمر العظام.
كما تسمى هذه المتلازمة «بمتلازمة قصور جارات الدرقية والتخلف وخلل البنية» لأنها تمتاز هذه الحالة بتخلف عقلي وبدني وسحنات نموذجية وقصور جارات الدرقية وخلل البنية، وذلك تسمى «بمتلازمة الشرق الأوسط».

## مظاهر المرض
إن خلل البنية الظاهر في المصابين بهذا المرض يكون على شكل:
- وجه طويل ورفيع
- عينان صغيرتان وغائرتان
- أنف مستدق كالمنقار
- أذنان كبيرتان ومرنتان
- صغر الرأس
- شفتان رقيقتان ونثرة طويلة

كما تظهر أعراض تقزم والذي قد يكون بسبب نقص هرمون النمو، وكذلك تمتاز اليدان والقدمان بصغرها، أما الأصابع فهي مستدقة وتعاني من الانحراف.
كما يعاني المصابون بهذه المتلازمة من سوء إطباق الأسنان وعدم انتظامها.

## الانتشار الجغرافي
تُعد متلازمة سنجد سقُطي من الأمراض الوراثية النادرة، إلا أنها تُسجل بنسبة أعلى في منطقة الشرق الأوسط، خصوصًا في الدول التي تنتشر فيها معدلات زواج الأقارب بشكل كبير. وقد وُصفت أولى الحالات في السعودية، ثم سُجلت لاحقًا حالات متعددة في الكويت والإمارات العربية المتحدة وقطر وعمان. كما تم الإبلاغ عن عدد محدود من الحالات في فلسطين وإيران، وتشير بعض الدراسات إلى إمكانية وجودها في مناطق أخرى من آسيا الوسطى.